# ساماندهی ناهمسو
ساماندهی ناهمسو هنگامی رخ می‌دهد که تنظیم بیان ژن بر روی یک دی‌ان‌آ یا آران‌ای، از روی مولکول دیگری جدا از آنها انجام پذیرد،
به بخشی که این ساماندهی را انجام می‌دهد، ساماندهندهٔ ناهمسو می‌گویند. ساماندهندهٔ ناهمسو، می تواند از طریق تعامل توالی خود با ژن یا از طریق تعامل پروتئینی که کد می کند با ژن این عمل را انجام دهد.
مشارکت‌کنندگان ویکی‌پدیا. «Trans-acting». در دانشنامهٔ ویکی‌پدیای انگلیسی، بازبینی‌شده در ۲۷ فروردین ۱۳۹۱.